# Verwaltungsgemeinschaft Südeichsfeld
Die Verwaltungsgemeinschaft Südeichsfeld lag im thüringischen Landkreis Eichsfeld. In ihr hatten sich zehn Gemeinden zur Erledigung ihrer Verwaltungsgeschäfte zusammengeschlossen. Sitz war Ershausen.

## Gemeinden
- Bernterode
- Dieterode
- Ershausen
- Kella
- Krombach
- Martinfeld
- Rüstungen
- Sickerode
- Volkerode
- Wilbich

## Geschichte
Die Verwaltungsgemeinschaft wurde am 1. April 1991 gegründet. Krombach und Martinfeld traten der Verwaltungsgemeinschaft zum 4. Juni 1996 bei. Die Auflösung erfolgte am 31. Dezember 1996 durch Zusammenlegung mit der ebenfalls aufgelösten Verwaltungsgemeinschaft Geismar zur neuen Verwaltungsgemeinschaft Ershausen/Geismar.

### Einwohnerentwicklung
Entwicklung der Einwohnerzahl:
| - 1994 – 3417 - 1995 – 3410 - 1996 – 4251 |

 Datenquelle: Thüringer Landesamt für Statistik – Werte vom 31. Dezember